# Tropfen-Fotografie
Die Tropfen-Fotografie ist ein besonderer Bereich der experimentellen Fotografie.

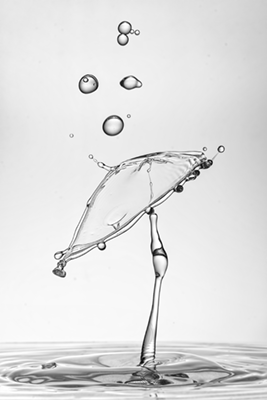
Figur aus zwei Tropfen

Bei ihr geht es darum, fallende Tropfen (aus Wasser oder anderen Flüssigkeiten) bei unterschiedlichen Interaktionen zu fotografieren.
Diese Interaktionen können sein:
- das Eintauchen in eine Flüssigkeit und wieder Emporschnellen,
- die Kollision mit einem oder mehreren anderen Tropfen.

Dabei entstehen Formen und Figuren, die nur für den Bruchteil einer Sekunde existieren und sich damit der Wahrnehmung durch das menschliche Auge weitgehend entziehen.
Mit Hilfe der Fotografie gelingt es, diese kurzen Momente festzuhalten und damit sichtbar zu machen.

## Ausrüstung
Einfache Tropfen-Bilder sind mit vergleichsweise geringem Aufwand möglich. Es genügt bspw., eine gefüllte Schüssel unter einen tropfenden Wasserhahn zu stellen und im geeigneten Moment auf den Auslöser der Kamera zu drücken.
Wesentlich eindrucksvollere Fotos erhält man allerdings, wenn man den Fall der Tropfen und deren Größe exakt steuert.
Dafür ist der Einsatz eines Steuergerätes erforderlich, der die zur Erzeugung der Tropfen notwendigen Magnetventile steuert. Dieser löst daneben den Kamera-Verschluss und die Blitzgeräte zum richtigen Zeitpunkt aus.

### Kamera
Jede Kamera, die einen Fernbedienungsanschluss für die Ansteuerung durch den Mikrocontroller besitzt, ist für die Tropfen-Fotografie geeignet.
Daneben muss die Möglichkeit bestehen, im manuellen Modus zu arbeiten.
Für eine gute Schärfentiefe ist – abhängig von der Größe der Tropfenskulptur – eine Blende von 16 oder höher sinnvoll.

### Blitzgeräte
Um die schnelle Bewegung der Tropfen „einzufrieren“, sind extrem niedrige Belichtungszeiten wichtig.
Dies ist mit den Verschlusszeiten der Kamera nicht umzusetzen. Deshalb erfolgt die Belichtung nur über kurze Lichtimpulse der Blitzgeräte von 1/10000 oder 1/20000 Sekunde. Dafür sind Blitzgeräte notwendig, die im Teillast-Bereich von ca. 1/32 bzw. 1/64 (je nach Blitzgerät) betrieben werden können.
Da mit kleiner Blende und geringer Blitzleistung gearbeitet werden muss, sind für eine gute Ausleuchtung der Tropfen-Fotos in der Regel mindestens zwei Blitze nötig.

### Magnetventile
Über den Mikrocontroller kann die Öffnungszeit und -dauer der Magnetventile auf die Millisekunde genau gesteuert werden. Um Kollisionen der Tropfen zu erzeugen, sind ein oder besser zwei Ventile erforderlich.

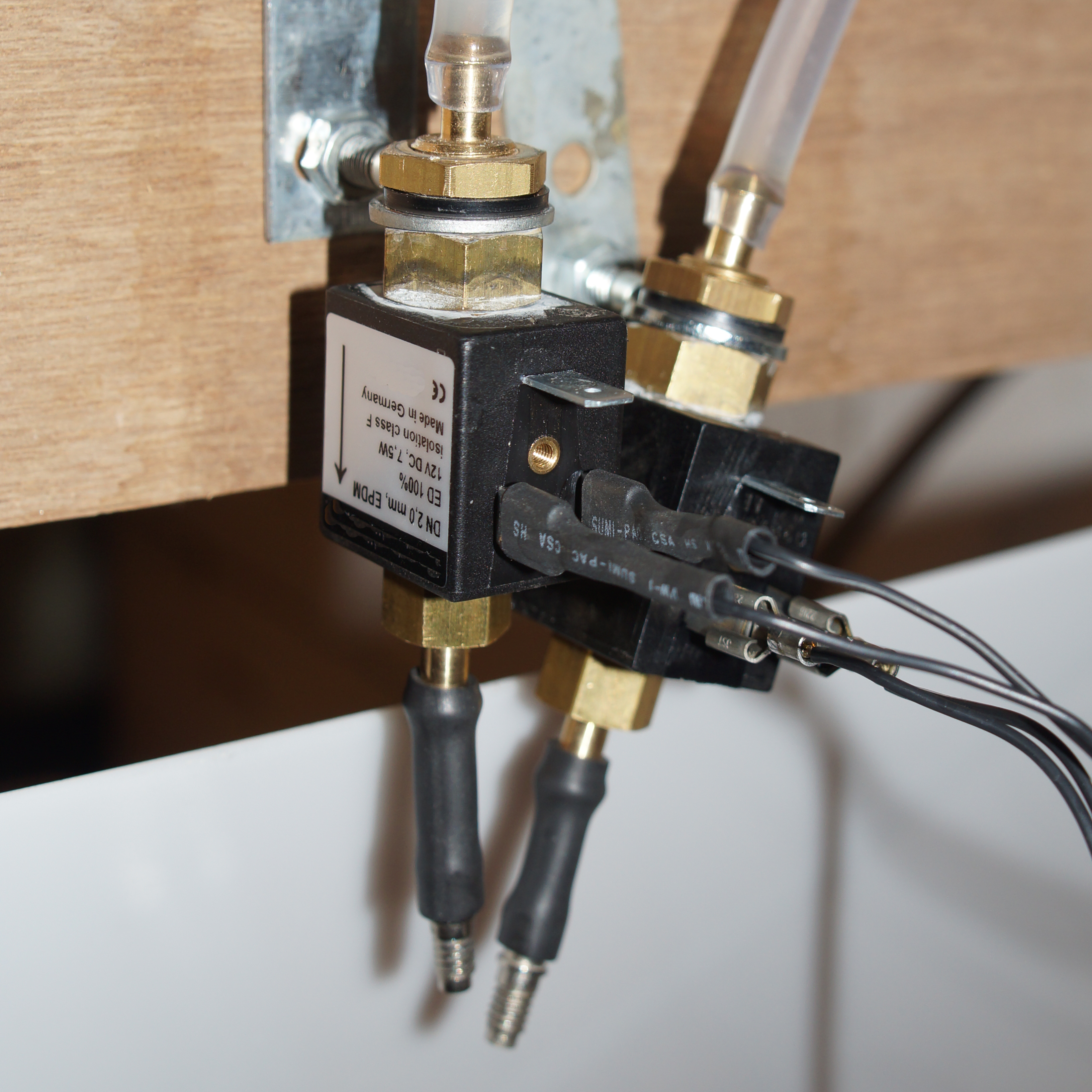
Magnetventile

### Steuerung
Als Herzstück von Do-it-yourself-Lösungen ist z. B. das Arduino-Board geeignet. Es handelt sich um eine Platine mit einem Mikrocontroller und analogen und digitalen Ein- und Ausgängen, mit deren Hilfe Kamera, Blitze und Magnetventile ausgelöst werden. Der Arduino wird über eine C++ ähnlichen Sprache programmiert. Es sind fertige Programme wie z. B. Droplet verfügbar.
Für die Tropfenfotografie gibt es auch kommerzielle Geräte wie den GlimpseCatcher, crazyTrickler, den StopShot oder den Joker2.

## Aufnahme
Grundsätzlich passiert folgendes, wenn man einen Tropfen in ein mit einer Flüssigkeit gefülltes Gefäß fallen lässt:
Beim Auftreffen auf die Oberfläche spritzt ein Teil der Flüssigkeit nach oben, es entsteht eine „Krone“. Der Tropfen taucht in die Flüssigkeit ein und wird von der verdrängten Flüssigkeit im Gefäß wieder nach oben geschleudert. Dabei entsteht eine Flüssigkeitssäule, von der sich oft ein Tropfen löst und weiter nach oben fliegt.

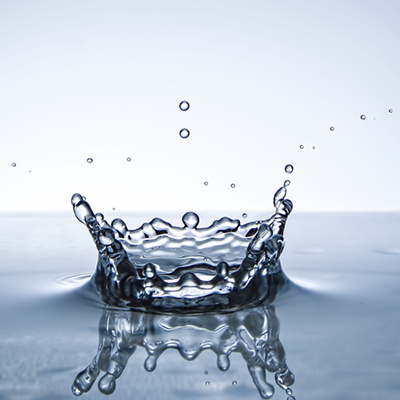
Kronenbildung

Lässt man gezielt über die Steuerung der Magnetventile einen oder mehrere weitere Tropfen auf diese Säule fallen und mit ihr kollidieren, entstehen einmalige Figuren.
Dabei ist die exakte Einstellung der zeitlichen Abfolge von Ventilöffnung und Blitz- und Kamera-Auslösung entscheidend für die Aufnahme.

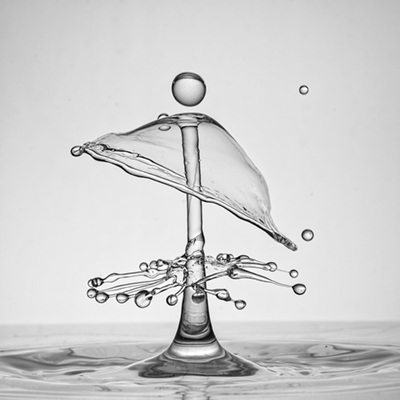
Mehrfach-Tropfen
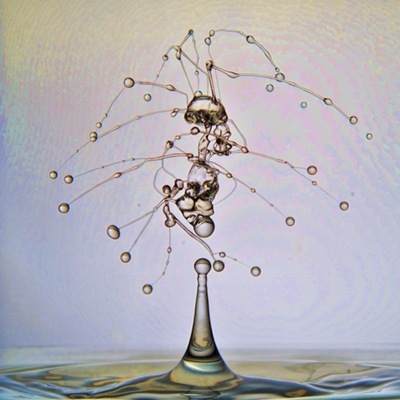
Tropfen-Chaos
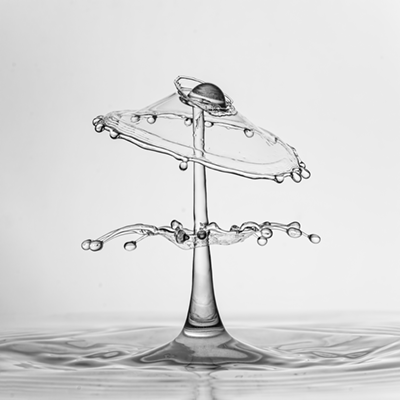
Mehrfach-Tropfen
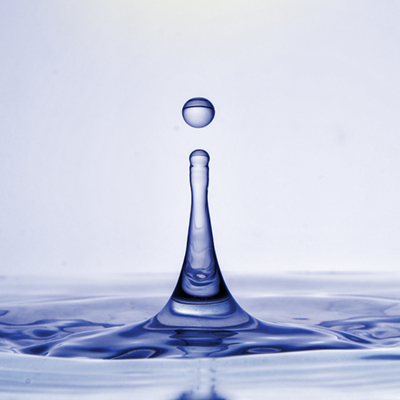
Tropfen-Säule